# Liste de films africains
Voici une liste de films africains. Il est classé par ordre alphabétique par pays d'origine.

## Botswana
| Année | Titre                     | Directeur | Genre   | Remarques                                              |
| ----- | ------------------------- | --------- | ------- | ------------------------------------------------------ |
| 1980  | The Gods Must Be Crazy    | Jamie Uys | comédie | le premier de la série de films The Gods Must Be Crazy |
| 1989  | The Gods Must Be Crazy II | Jamie Uys | comédie | une partie de la série de films The Gods Must Be Crazy |

## Burundi
| Année | Titre         | Directeur    | Genre | Remarques |
| ----- | ------------- | ------------ | ----- | --------- |
| 1992  | Gito l'ingrat | Léonce Ngabo |       |           |

## Cap-Vert
| Année | Titre          | Directeur        | Genre        | Remarques |
| ----- | -------------- | ---------------- | ------------ | --------- |
| 2000  | Amílcar Cabral | Ana Ramos Lisoba | documentaire |           |
| 2024  | Hanami         | Denise Fernandes | Drame        |           |

## Djibouti
| Année | Titre                              | Directeur       | Genre | Remarques |
| ----- | ---------------------------------- | --------------- | ----- | --------- |
| 2011  | Laan = filles, amies = Les copines | Lula Ali Ismail | drame | [ 1 ]     |

## Guinée équatoriale
| Année | Titre          | Directeur                 | Genre | Remarques |
| ----- | -------------- | ------------------------- | ----- | --------- |
| 2015  | Aricó caliente | Raimundo Bernabé Nnandong | drame | [ 2 ]     |
| 2016  | Desamparad@s   | Raimundo Bernabé Nnandong | drame | [ 3 ]     |

## Érythrée
| Année | Titre       | Directeur                    | Genre        | Remarques |
| ----- | ----------- | ---------------------------- | ------------ | --------- |
| 2001  | Hôtel Blanc | Dianne Griffin, Tobi Solvang | documentaire |           |

## Gambie
- Welcome to the Smiling Coast: Living in the Gambian Ghetto
- Jaha's Promise

## Ghana
| Year | Title                          | Director                           | Genre       | Notes                                                 |
| ---- | ------------------------------ | ---------------------------------- | ----------- | ----------------------------------------------------- |
| 1952 | The Boy Kumasenu               | Sean Graham                        |             |                                                       |
| 1980 | Love Brewed in the African Pot | Kwaw Ansah                         |             |                                                       |
| 1987 | Zinabu                         | William Akuffo and Richard Quartey |             |                                                       |
| 1993 | Sankofa                        | Haile Gerima                       | drama       | This film is Burkinabé,[pas clair] but shot in Ghana. |
| 2005 | Emmanuel's Gift                | Lisa Lax and Nancy Stern           | documentary |                                                       |
| 2006 | Run Baby Run                   | Emmanuel Apea                      | action      |                                                       |
| 2006 | A Goat's Tail                  | Julius Amedume                     |             |                                                       |
| 2007 | Princess Tyra                  | Frank Rajah Arase                  | drama       |                                                       |
| 2009 | A Sting in a Tale              | Shirley Frimpong-Manso             | thriller    |                                                       |
| 2010 | Coz Ov Moni                    | King Luu                           | musical     |                                                       |
| 2010 | Sinking Sands                  | Leila Djansi                       | drama       |                                                       |
| 2011 | An African Election            | Jarreth and Kevin Merz             | documentary |                                                       |
| 2011 | Ties That Bind                 | Leila Djansi                       | drama       |                                                       |
| 2012 | Contract                       | Shirley Frimpong-Manso             |             |                                                       |
| 2013 | Coz Ov Moni 2 (FOKN Revenge)   | King Luu                           | musical     |                                                       |
| 2015 | Heaven                         | Abu Idi - Haus of Euphorium        | thriller    |                                                       |
| 2021 | Borga (de)                     | York-Fabian Raabe (de)             | drama       | German-Ghanaian co-production                         |

## Guinée-Bissau
| Année | Titre      | Directeur   | Genre            | Remarques |
| ----- | ---------- | ----------- | ---------------- | --------- |
| 1988  | Mortu Nega | Flora Gomes | drame historique |           |

## Lesotho
- Goldwidows: Women in Lesotho 1991

## Libye
| Year   | Title                                                    | Director                              | Genre                        | Notes |
| ------ | -------------------------------------------------------- | ------------------------------------- | ---------------------------- | ----- |
| 1972   | When Fate Hardens (also known as Destiny is Very Hard)   | Abdella Zarok                         | feature film                 |       |
| 1974   | The Road                                                 | Mohamed Shaaban                       | feature film                 | >     |
| 1976   | Mohammad, Messenger of God (also known as The Message)   | Moustapha Akkad                       | biographical adventure drama |       |
| 1977   | Les Ambassadeurs                                         | Naceur Ktari                          | drama                        |       |
| 1977   | The Green Light (al-Daw’ al-Akhdar)                      | Abedalla Mushbahi                     |                              | [ 4 ] |
| 1981   | Lion of the Desert                                       | Moustapha Akkad                       | biographical war drama       |       |
| 1983   | Battle of Tagrift (Ma’rakat Taqraft)                     | Mushafa Kashem and Mohamed Ayad Driza | war drama                    | [ 4 ] |
| 1985   | The Bomb Shell (al-Shaziya) (also known as The Splinter) | Mohamed Ferjani                       |                              | [ 4 ] |
| 1986   | Love in Narrow Alleys (Hub fi al-aziqa al-dayiqa)        | Muhamad Abd al-Jalil Qanidi           |                              |       |
| 1993/4 | Symphony of Rain (Ma’azufatu al-matar)                   | Abdella Zarok                         |                              | [ 4 ] |

## Madagascar
| Année | Titre    | Directeur             | Genre | Remarques |
| ----- | -------- | --------------------- | ----- | --------- |
| 1988  | Tabataba | Raymond Rajaonarivelo |       |           |
| 2004  | Souli    | Alexandre Abela       | drame |           |

## Malawi
| Année | Titre                                          | Directeur                 | Genre        | Remarques |
| ----- | ---------------------------------------------- | ------------------------- | ------------ | --------- |
| 2003  | Cycles de vie : une histoire du sida au Malawi | Sierra Bellows, Doug Karr | documentaire |           |

## Namibie
| Année | Titre                                 | Directeur                         | Genre            | Remarques |
| ----- | ------------------------------------- | --------------------------------- | ---------------- | --------- |
| 1989  | Scorpion rouge                        | Joseph Zito                       | action- aventure |           |
| 2007  | Namibie : la lutte pour la libération | Charles Burnett                   | drame            |           |
| 2009  | Cavalier sans cheval                  | Tim Huebschle                     | court métrage    |           |
| 2011  | À la recherche d'Iilonga              | Tim Huebschle                     | court métrage    |           |
| 2015  | Katutura                              | Florian Schott                    | drame            |           |
| 2019  | Hairareb                              | Oshoveli Shipoh                   | drame            |           |
| 2019  | #LANDoftheBRAVEfilm                   | Tim Huebschle                     | thriller         |           |
| 2020  | Marcher vers l'avant                  | Tim Huebschle, Ndinomholo Ndilula | série Web        |           |

## Rwanda
| Année | Titre            | Directeur                | Genre                            | Remarques |
| ----- | ---------------- | ------------------------ | -------------------------------- | --------- |
| 2001  | 100 jours        | Nick Hughes              | drame                            |           |
| 2004  | Hôtel Rwanda     | Terry George             | drame historique guerre          |           |
| 2005  | Parfois en avril | Raoul Peck               | drame historique guerre téléfilm |           |
| 2007  | Munyurangabo     | Lee Isaac Chung          |                                  |           |
| 2012  | Ibara            | Tom Nkusi/Emmy Ruzindana | action                           |           |

## Sierra Leone
| Année | Titre           | Directeur      | Genre         | Remarques |
| ----- | --------------- | -------------- | ------------- | --------- |
| 2000  | Pleure Freetown | Sorious Samura | documentaire  |           |
| 2012  | SALAY           | Ali Kamanda    | court métrage |           |

## Somalie
| Année | Titre          | Directeur             | Genre | Remarques |
| ----- | -------------- | --------------------- | ----- | --------- |
| 1987  | Geedka nolosha | Abdulkadir Ahmed Said |       |           |
| 1992  | La Conchiglia  | Abdulkadir Ahmed Said |       |           |

## Soudan du Sud
- Jebel Nyoka
- The Nuer

## Soudan
| Année | Titre                    | Directeur                              | Genre        | Remarques |
| ----- | ------------------------ | -------------------------------------- | ------------ | --------- |
| 2005  | Dieu s'est lassé de nous | Christopher Dillon Quinn, Tommy Walker | documentaire |           |

## Tanzanie
| Année | Titre                 | Directeur                    | Genre | Remarques |
| ----- | --------------------- | ---------------------------- | ----- | --------- |
| 2001  | Maangamizi : L'Ancien | Martin Mhando, Ron Mulvihill | drame |           |
| 2003  | Bongoland             | Josiah Kibira                |       |           |

## Togo
| Année | Titre                                      | Directeur        | Genre                      | Remarques |
| ----- | ------------------------------------------ | ---------------- | -------------------------- | --------- |
| 1972  | Kouami                                     | Metonou Do Kokou | court                      |           |
| 1979  | Au rendez-vous du rêve abêti               | Kodjo Gonçalves  | court métrage documentaire |           |
| 1986  | Les fleurs de Banjeli                      | Carlyn Saltman   | court métrage documentaire |           |
| 1988  | Bawina                                     | Minza Bataba     | court                      |           |
| 1991  | Ashakara                                   | Gérard Louvin    |                            |           |
| 1994  | Femmes aux yeux ouverts                    | Anne-Laure Folly | documentaire               |           |
| 1996  | Les Oubliées                               | Anne-Laure Folly | documentaire               |           |
| 1999  | Sarah Maldoror ou la nostalgie de l'utopie | Anne-Laure Folly | documentaire               |           |
| 2002  | Le Dilemme d'Eya                           | Adjiké Assouma   | court métrage dramatique   |           |
| 2022  | Le Champ des Oubliés                       | Roger Gbekou     | Long métrage               |           |

## Ouganda
| Year | Title                    | Director         | Genre             | Notes                                                           |
| ---- | ------------------------ | ---------------- | ----------------- | --------------------------------------------------------------- |
| 1998 | Guns for Sale            | Richard Alwyn    | documentary       |                                                                 |
| 2001 | ABC Africa               | Abbas Kiarostami | documentary       |                                                                 |
| 2006 | Invisible Children       |                  | short documentary |                                                                 |
| 2010 | Who Killed Captain Alex? | Nabwana IGG      | action film       |                                                                 |
| 2010 | Yogera                   | Donald Mugisha   | drama film        |                                                                 |
| 2011 | Hello                    | Usama Mukwaya    | short             |                                                                 |
| 2011 | State Research Bureau    |                  |                   |                                                                 |
| 2012 | The Life                 | Nana Kagga       | drama film        |                                                                 |
| 2013 | In Just Hours            | Usama Mukwaya    | short             | [ 5 ]                                                           |
| 2013 | The Route                |                  |                   |                                                                 |
| 2014 | Bala Bala Sese           |                  |                   |                                                                 |
| 2015 | Tiktok                   | Usama Mukwaya    | short             |                                                                 |
| 2015 | Sipi                     |                  |                   |                                                                 |
| 2016 | Queen of Katwe           | Mira Nair        | sports drama      |                                                                 |
| 2016 | Bad Black                | Nabwana IGG      | action film       |                                                                 |
| 2017 | Kony: Order from Above   | Steve T. Ayeny   | war film          |                                                                 |
| 2018 | Veronica's Wish          | Rehema Nanfuka   | feature film      | Drama film                                                      |
| 2018 | BreadWinner              | Ochwo emmax      | short film        | Drama film                                                      |
| 2021 | Black Glove              | Angella Emurwon  | Mystery-thriller  | Produced at Sebamala Arts in conjunction with SOLOFX in Uganda. |

## Sahara occidental
| Année | Titre                                         | Directeur            | Genre                      | Remarques |
| ----- | --------------------------------------------- | -------------------- | -------------------------- | --------- |
| 1976  | Sahara Occidental, indépendance ou génocide ? | Direction collective | documentaire               | [ 6 ]     |
| 2011  | Wilaya                                        | Pedro Pérez Rosado   | drame                      |           |
| 2012  | La Badil (Pas d'autre choix)                  | Dominic Brown        | court métrage documentaire |           |

## Zaïre
| Année | Titre         | Directeur          | Genre | Remarques |
| ----- | ------------- | ------------------ | ----- | --------- |
| 1996  | Tribu Macadam | José Zeka Laplaine |       |           |